# Ingebrigt Håker Flaten

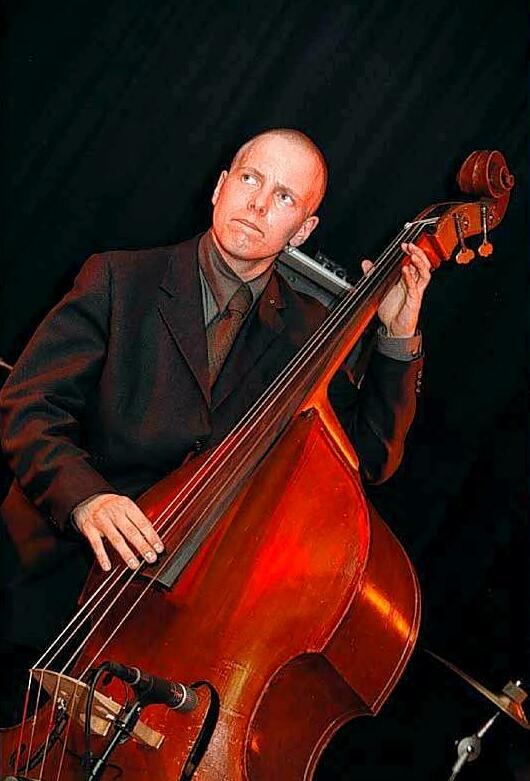
Ingebrigt Håker Flaten

Ingebrigt Håker Flaten (Oppdal, 23 september 1971) is een Noorse jazz-bassist in de free jazz.

## Biografie
Flaten, de zoon van een organist, speelde aanvankelijk piano en gitaar, maar stapte over op de basgitaar en contrabas. Van 1992 tot 1994 studeerde hij aan het Trøndelag Musikkonservatorium, bij bassist Odd Magne Gridseth, saxofonist Jon-Paal Inderberg en pianist Erling Aksdal.
Sinds 1995 woont hij als professioneel musicus in Oslo. Hij werkte daar met groepen als The Source, Element (met Håvard Wiik), het Maria Kannegaard Trio en het trio van Petter Wettre. Van 1997 tot 2004 toerde hij met Bugge Wesseltofts groep New Conceptions of Jazz. Met Wesseltoft trad hij op met onder meer John Scofield, Joshua Redman en Erik Truffaz.
Daarna werkte hij o.a. met de groepen Atomic, The Thing (met Mats Gustafsson en Paal Nilssen-Love), Scorch Trio (met Raoul Björkenheim), The Electrics (met Axel Dörner), Free Fall (met Ken Vandermark), Close Erase (met Christian Wallumrød) en het kwartet van Tore Brunborg. Daarnaast werkte hij met rockbands als Motorpsycho en Cato Salsa Experience en trad hij op met Palestijnse en Indiase musici.
Flaten werkte mee aan meer dan veertig albums (2017) en speelde met o.m. Evan Parker, Paul Lytton, Joe McPhee, Joe Lovano, Yusef Lateef, Tony Oxley, Iain Ballamy, Dave Liebman, Chris Potter, Zim Ngqawana, Benoît Delbecq, L. Subramaniam, Billy Cobham, Neneh Cherry, Eivind Aarset, Nils Petter Molvær en Jean-Luc Ponty.  
In 2003 kwam hij met een soloalbum, Double Bass. In 2004 kreeg hij op het Kongsberg Jazzfestival een Vitalprisen.

## Discografie (selectie)
- The Year of the Boar (Ingebrigt Håker Flaten Quintet, 2008)
- Quintet (Ingebrigt Håker Flaten Quintet, 2006)
- Double Bass (soloalbum, 2003)
- Brooklyn DNA (met Joe McPhee, Clean Feed, 2012)
- The Cherry Thing (met The Thing en Nene Cherry, Smalltown Supersound, 2012)
- Live at Jazzfest Saalfelden (met Jeff Parker, Dave Rempis, Ola Kvernberg, Jason Adasiewicz, Frank Rosaly, Tektike Records, 2013)
- A Mothers Work is Never Done (met The Young Mothers, Tektite Records, 2014)